# Los Diez (grupo literario)
Los Diez o «Los X» fue un grupo —conformado por arquitectos, escritores, escultores, músicos y pintores chilenos— que protagonizó la escena cultural de Chile entre 1914 y 1924. Fue uno de los grupos más destacados del arte nacional y uno de los principales movimientos intelectuales chilenos del siglo XX.

## Historia
El nombre «Los Diez» o «Los X» se originó en una conversación entre el escritor Pedro Prado y el arquitecto Julio Bertrand. En 1914, pese a que Prado pasaba por una situación económica difícil, era un hombre muy alegre y entusiasta. Su socio Bertrand le preguntó si habría otras personas en Santiago que tuvieran esa misma actitud alegre y creativa. «Tal vez buscando, deben haber unas diez», dijo Prado. Bertrand replicó que «[le] gustaría conocerlas». Esto marcó el nacimiento del grupo, comenzando una serie de reuniones en casa de Prado, donde se practicaban irónicamente una serie de rituales, con la simple intención de reírse de ellos mismos y de cultivar la amistad.
La publicación del libro Los Diez de Prado en 1915 difundió los aspectos esenciales del grupo e inició sus actividades. Su primera aparición pública fue el 19 de junio de 1916, cuando se celebró la Primera Exposición de Los Diez, con obras de Manuel Magallanes Moure, Pedro Prado y Alberto Ried en el Salón de El Mercurio. Posteriormente, se llevó a cabo una velada artístico musical en la Biblioteca Nacional y el lanzamiento de un proyecto editorial, que publicó cuatro revistas y ocho libros con lo mejor del arte chileno de entonces.

## Integrantes
Los siguientes fueron los integrantes del grupo:
- Eduardo Barrios (escritor) - Premio Nacional de Literatura 1946
- Julio Bertrand Vidal (arquitecto y fotógrafo)
- Acario Cotapos Baeza (músico) - Premio Nacional de Artes Musicales 1960
- Augusto D'Halmar (escritor) - Premio Nacional de Literatura 1942
- Armando Donoso Novoa (crítico literario)
- Juan Francisco González (pintor)
- Ernesto Guzmán (poeta)
- Alfonso Leng (músico) - Premio Nacional de Artes Musicales 1957
- Manuel Magallanes Moure (poeta y pintor)
- Julio Ortiz de Zárate (pintor y escultor)
- Pedro Prado (escritor, arquitecto y pintor) - Premio Nacional de Literatura 1949
- Alberto Ried Silva (escritor, pintor y escultor)

## La casa de Los Diez

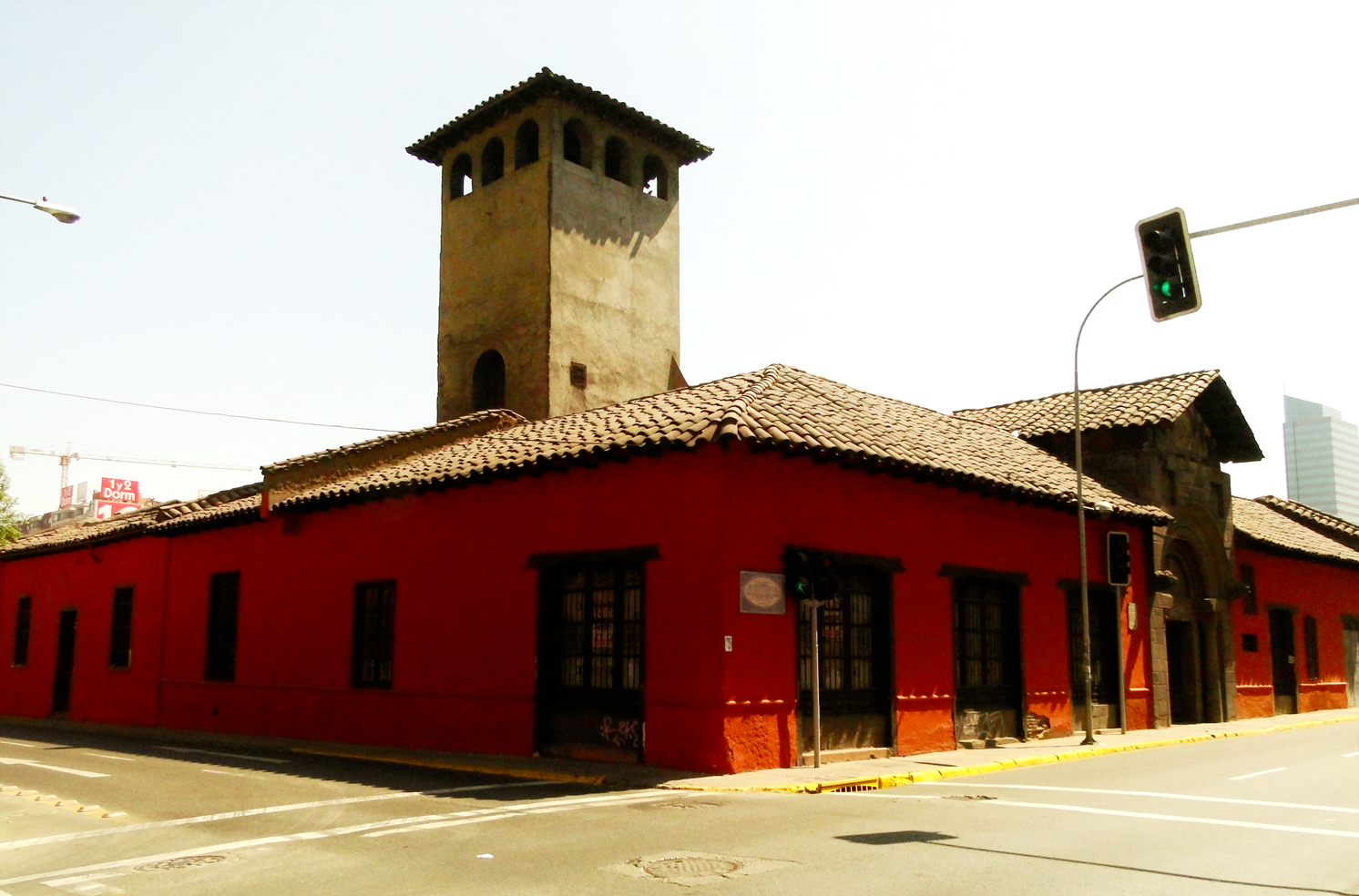
La casa de «Los diez».

En 1924, Fernando Tupper, muy vinculado al grupo y dueño de una casa ubicada en la avenida Santa Rosa esquina de Tarapacá, convenció a Alberto Ried y Julio Ortiz de Zárate para que la decoraran adecuadamente y les sirviera de punto de reunión. Originalmente construida en 1840 en un estilo neocolonial, la casa fue declarada monumento nacional en septiembre de 1997.
Alberto Ried describe el proceso de remodelación de la casa en sus memorias El mar trajo mi sangre:

El estertor postrero de esta agonía, fue una reacción, un nuevo resurgimiento cerebral provocado por nuestro amigo Fernando Tupper, quien, a mi regreso de Europa en 1924, nos encargó a Julio Ortiz de Zárate y a mí, para que decoráramos, si así puede decirse, una casa que había adquirido en la calle Santa Rosa esquina de Tarapacá, y de la cual hablo también en el capítulo consagrado a Juan Francisco González. Julio, con un tesón faraónico o azteca, se propuso construir, con sus propias manos y a cincel y mazo, el pórtico, la verja forjada en hierro y la puerta de cedro, que todavía se mantienen como entrada de una mansión que pudo haber sido, según las ideas del entonces Ministro de Educación, el hermano decimal Eduardo Barrios, el mejor museo de arte chileno.

Por mi parte, en un año de labor ininterrumpida, terminé las ocho columnas románticas del patio, cuyos capiteles perpetúan o trataron de perpetuar, la obra ideológica de cada uno de nosotros “Los Diez”; y si, bajo el punto de vista de la creación artística, estos capiteles pueden no poseer una significación mayor, la pueden tener bajo el punto de vista documental e histórico.

En primer término, por el costado norte de este peristilo, aparece la silueta del arquitecto Julio Bertrand, rodeada de sus preocupaciones arquitectónicas. Prosigue en esta peregrinación esculpida, la obra literaria de Pedro Prado, ilustrada en relieve. A falta de nuevas columnas que hubieran enterado el número de diez, en la siguiente se aglomeran Ernesto Guzmán, Armando Donoso y Acario Cotapos. Viene a continuación el capitel de Alfonso Leng, luego el de Eduardo Barrios, en que ilustré su Hermano Asno, expresado en diversas figuras monásticas. Juan Francisco González forma el ángulo sur. Y Julio Ortiz de Zárate aparece enseguida junto al mío, torturado por vestigios de un pedazo de vida ya pretérita y olvidada. Por fin, en el último semi capitel hasta ahora inconcluso, aparece la silueta de Manuel Magallanes Moure, simplemente con una flor en la mano.

Esta caserón o mentada casa de Los Diez, posee en su interior una alta torre, también inconclusa, que fue dibujada por el arquitecto alemán Rodolfo Brünning, amigo íntimo de nuestro grupo, al cual brindó tanto en Chile como en su patria, sincera pleitesía, decorando una sala de la asociación de artistas de Düsseldorf, la “Malkasten” (Caja de Pintura), con asuntos chilenos entre los que nos recuerda perennemente. Ignoro si este Club existe en la actualidad.

[...] Julio Ortiz de Zárate tallaba las ásperas piedras que más tarde trocáronse en la portada granítica, única en Chile, y que hasta ahora ostenta su majestad en esa casa de la calle Santa Rosa esquina Tarapacá. Un día llegó de las canteras de La Obra, una carreta arrastrada por tres yuntas de bueyes. Un pesado trozo, que iba a servir como dintel, había ya sido puesto en tierra mediante una grúa, cuando llegó Juan Francisco. Paseó su mirada de águila por los contornos; acarició aquella mole rústica y, parándose sobre ella, levantó al aire su sombrero y exclamó ante un centenar de curiosos espectadores:

–¡Carajo, carajo y recarajo! ¡Estas cosas no las hacían más que los incas!
Ried, Alberto: El mar trajo mi sangre. Santiago, Editorial del Pacífico, 1956. pp 345–346 y 374